# Il diario di Alonzo Typer
Il diario di Alonzo Typer (The Diary of Alonzo Typer) è un racconto horror dello scrittore statunitense Howard Phillips Lovecraft basato sulla trama fornitagli da William Lumley. 
Scritto nell'ottobre del 1935, il racconto fu pubblicato per la prima volta firmato da Lumley nel febbraio del 1938 sulla rivista Weird Tales. 
Nella versione definitiva del racconto Lovecraft mantenne alcune invenzioni di William Lumley, quali ad esempio il "Libro delle Cose Nascoste" e i "Sette Segni Perduti del Terrore"; anche il titolo e l'intreccio di fondo provengono dal manoscritto originale di Lumley. Lo scrittore di Providence aggiunse la "Nota dell'editore", le vicende relative ad Adriaen Sleght e Claes Van der Heyl e il finale della storia.

## Trama
Il racconto è in forma di un diario preceduto dalla "nota dell'editore" (editore che, nella finzione letteraria, avrebbe pubblicato il manoscritto ritrovato molti anni dopo la scomparsa del suo autore). Il 17 aprile del 1908 Alonzo Typer, studioso dell'occulto, si stabilisce nell'antica dimora abbandonata della famiglia Van der Heyl, ad Attica, nello Stato di New York. Il suo scopo è di assistere al sabba della notte di Valpurga e vedere coi propri occhi un'ignota creatura che si presenterà nel corso del rituale.
Durante il suo soggiorno Alonzo Typer scopre diverse cose terrificanti: la vegetazione che cresce nel giardino è divenuta talmente intricata da non permettergli più di lasciare la casa, se non nella direzione di una collinetta sulla cui sommità è visibile un circolo megalitico; i ritratti dei componenti della famiglia Van der Heyl sembrano prendere vita ed osservarlo con occhi crudeli; infine due enormi zampe appaiono negli angoli più bui e misteriosi della vecchia dimora: Ciò che però inquieta maggiormente l'occultista è il senso di vaga familiarità ch'egli avverte in quelle stanze; inoltre, il nome di Adriaen Sleght, apparentemente mai udito prima, seguita a presentarsi confusamente tra i suoi ricordi. La notte del 30 di aprile, vigilia di Valpurga, Alonzo Typer troverà la soluzione del mistero ma per lui sarà ormai troppo tardi.